# Риггс, Фред
Фред Риггс (англ. Fred W. Riggs, 3 июля 1917. Китай — 9 февраля 2008, США) — американский социолог, один из основателей сравнительного анализа переходных обществ. Исследовал перенос и применение «западных» институтов управления и администрации в т. н. «развивающихся» обществах. Создал первую социологическую модель этого процесса — т. н. «призматическую модель». Она так же известна как «риггсианский подход к административной экологии».

## Жизнь
Фред Риггс родился в Китае в семье американских миссионеров граждан США, что делало его гражданином США, несмотря на рождение за пределами страны. Его отец был также советником по развитию сельского хозяйства; он окончил университет Огайо, однако в Китае убедился в невозможности непосредственного применения западного сельскохозяйственного опыта.
Начало образования Риггса было положено в Нанкинском университете (Китай) в 1934-35 годах. С 1935 по 1938 он учился в Университет Иллинойса (США). По окончании университета он до 1941 года продолжает обучение в Школе права и дипломатии Флетчера (Массачусетс, США). В 1948 году Фред Риггс получает степень доктора философии в Колумбийском университете.
Был профессором факультета политических исследований Гавайского Университета.

## Научная деятельность
В разные годы Фред Риггс занимал различные посты в учебных и исследовательских учреждениях:
- Преподаватель Городского университета Нью-Йорка, 1947–1948 годы.
- Научный сотрудник, Ассоциация внешней политики, 1948–1951 годы.
- Помощник директора Информационного центра государственного управления, Нью-Йорк, 1951–1955 годы.
- Приглашенный доцент Йельского университета, 1955–1956 годы.
- Приглашенный лектор, Национальный институт подготовки служащих, Корея, 1956 год.
- Член Комитета по сравнительной политике Научно-исследовательского института социальных наук за полевые исследования в Таиланде, 1957–1958 годы.
- Артур Ф. Бентли, профессор государственного управления, Университет Индианы, 1956–1967 годы.
- Приглашенный профессор Филиппинского университета, 1958–1959 годы.
- Старший специалист, Центр Восток-Запад, Гавайский университет, 1962-1963 годы.
- Приглашенный профессор, Массачусетский технологический институт, 1965-66 гг.
- Научный сотрудник Центра перспективных исследований в области поведенческих наук, Стэнфорд, 1966–1967 годы.
- Профессор политологии Гавайского университета, 1967–1987 годы.
- Директор Научно-исследовательского института социальных наук, Univ. Гавайи, 1970-73 гг.
- Приглашенный научный сотрудник Института социальных исследований, Гаага, 1972 год.
- Приглашенный профессор Городского университета Нью-Йорка, 1974–1975 годы.
- Почетный профессор Гавайского университета с 1987-2008 год.

Первой работой принёсшей Фреду Риггсу признание и одобрение ученых в области государственного управления стала вышедшая в 1957 году статья «Агрария и промышленность: на пути к типологии сравнительного управления». После публикации в 1961 году исследования «Экологии государственного управления» и в 1964 году «Управление в развивающихся странах» Риггс приобрёл репутацию новаторского исследователя в области сравнительного государственного управления (англ. Comparative Public Administration (CPA)). Исследователи изучавшие и использовавшие модель англ. fused–prismatic–diffracted, предложенную Риггсом, признают, что несмотря на серьезную критику, эта модель является отправной точкой исследований в области CPA даже спустя десятилетия после ее первого изложения Риггсом.
Риггс входил в состав различных научных и практических организаций: Член Американского общества государственного управления, Национальной академии государственного управления, Международной ассоциации политических наук, Международной социологической ассоциации, Американской ассоциации политических наук, Ассоциации международных исследований, Ассоциации азиатских исследований, Международного общества организации знаний, Международного института терминологических исследований и других профессиональных ассоциаций и обществ.
Его публикации свидетельствуют о поиске «аутентичной» модели для анализа административных структур и поведения развивающихся стран с 1960-х годов. Риггс занимался исследованием государственного управления, которое предполагает, что государственное управление, функционирующее в различных средах, влияет и находится под влиянием среды, в которой оно функционирует.

## Награды и почётные степени
- Орден Белого слона от короля Таиланда, 1986[1].
- Премия Дуайта Уолдо за жизненные достижения в области государственного управления, Американское общество государственного управления, апрель 1991 г.[1]
- Первый неазиат, удостоенный чести Восточной региональной организации государственного управления, конференция EROPA, Сеул, Корея, 1983 г.[1]